# Leioproctus friesellus
Leioproctus friesellus är en biart som beskrevs av Michener 1965. Leioproctus friesellus ingår i släktet Leioproctus och familjen korttungebin. Inga underarter finns listade i Catalogue of Life.

## Bildgalleri

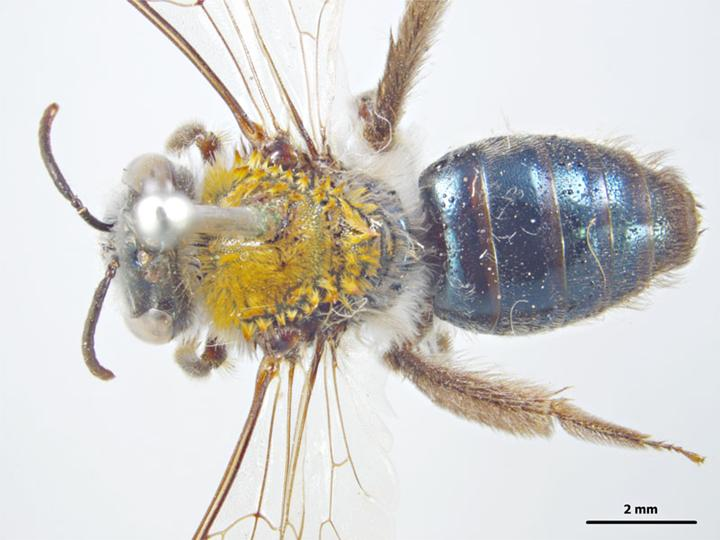